# Mayhem (album)
Mayhem er ottende studiealbum af den amerikanske popsangerinde Lady Gaga, det blev udgivet den 7. marts 2025 på Interscope Records.

## Sangtitler

### Standardudgave
1. «Disease» 3:49
2. «Abracadabra» 3:43
3. «Garden of Eden» 3:59
4. «Perfect Celebrity» 3:49
5. «Vanish into You» 4:04
6. «Killah» (ft. Gesaffelstein) 3:30
7. «Zombieboy» 3:33
8. «LoveDrug» 3:13
9. «How Bad Do U Want Me» 3:58
10. «Don't Call Tonight» 3:45
11. «Shadow of a Man» 3:19
12. «The Beast» 3:54
13. «Blade of Grass» 4:17
14. «Die with a Smile» (ft. Bruno Mars) 4:11

### Japansk udgave
1. «Can't Stop The High» 3:31

### Target-udgave
1. «Kill for Love» 4:09

## Hitlister

### Ugentlige hitlister
| Hitliste (2025)                        | Højeste position |
| -------------------------------------- | ---------------- |
| Argentine Albums (CAPIF)               | 1                |
| Australian Albums (ARIA)               | 1                |
| Østrig (Ö3 Austria)                    | 1                |
| Belgien (Ultratop Flanderen)           | 1                |
| Belgien (Ultratop Vallonien)           | 1                |
| Canadiske Albummer (Billboard)         | 1                |
| Croatian International Albums (HDU)    | 1                |
| Tjekkiet (ČNS IFPI)                    | 1                |
| Danmark (Album Top-40)                 | 3                |
| Holland (Album Top 100)                | 2                |
| Finland (Musiikkituottajat)            | 1                |
| Frankrig (SNEP)                        | 2                |
| Tyskland (Offizielle Top 100)          | 1                |
| Greek Albums (IFPI)                    | 12               |
| Ungarn (MAHASZ)                        | 1                |
| Icelandic Albums (Tónlistinn)          | 6                |
| Irland (IRMA)                          | 1                |
| Italian Albums (FIMI)                  | 1                |
| Japan (Oricon)                         | 14               |
| Japanese Combined Albums (Oricon)      | 17               |
| Japanese Hot Albums (Billboard Japan)  | 43               |
| Lithuanian Albums (AGATA)              | 3                |
| New Zealand Albums (RMNZ)              | 1                |
| Nigerian Albums (TurnTable)            | 52               |
| Norwegian Albums (VG-lista)            | 1                |
| Polen (ZPAV)                           | 1                |
| Portuguese Albums (AFP)                | 1                |
| Skotland (OCC)                         |                  |
| Slovak Albums (ČNS IFPI)               | 1                |
| Spanish Albums (PROMUSICAE)            | 1                |
| Swedish Albums (Sverigetopplistan)     | 2                |
| Schweiz (Schweizer Hitparade)          | 1                |
| Storbritannien (OCC)                   | 1                |
| US Billboard 200                       | 1                |
| US Dance/Electronic Albums (Billboard) | 1                |